# Горець (телесеріал)
Горець (англ. Highlander: The Series), також Горянин  — науково-фантастичний пригодницький телесеріал, що розповідає історію Горця — Дункана Мак-Лауда з шотландського клану Мак-Лаудів. Серіал вироблений спільно студіями Rysher Distribution (США), Gaumont Television (Франція), Reteitalia (Італія) та Amuse Video (Японія). Є альтернативним продовженням (сіквелом) сюжетної лінії фільму 1986 року «Горець». За сюжетом серіалу головний герой фільму, Коннор Мак-Лауд, представник раси Безсмертних, так і не здобув «Приз» і боротьба між Безсмертними продовжується і після 1985 року (рік подій у фільмі). Коннор Мак-Лауд (якого грає той самий актор, що й у фільмі — Крістофер Ламберт) з'являється у пілотному епізоді серіалу, передаючи головну роль Дункану Мак-Лауду, Безсмертному з того ж гірського шотландського клану, але молодшому за Коннора на декілька поколінь.
Серіал став міжнародним хітом і мав низку номінацій на кінематографічні премії, у тому числі премії «Сатурн» у номінації «Найкращий телесеріал, зроблений для кабельного телебачення».
Продовженням серіалу можна вважати фільми «Горець: Кінець гри» та «Горець: Джерело».
На українському телебаченні прем'єра серіалу українською мовою відбулася 2006 року на каналі ТЕТ.

## Сюжет
| Сезон | Сезон | Епізоди | Прем'єрний показ | Прем'єрний показ |
| Сезон | Сезон | Епізоди | Початок          | Завершення       |
| ----- | ----- | ------- | ---------------- | ---------------- |
|       | 1     | 22      | 3 жовтня 1992    | 22 травня 1993   |
|       | 2     | 22      | 27 вересня 1993  | 23 травня 1994   |
|       | 3     | 22      | 26 вересня 1994  | 29 травня 1995   |
|       | 4     | 22      | 25 вересня 1995  | 26 травня 1996   |
|       | 5     | 18      | 23 вересня 1996  | 19 травня 1997   |
|       | 6     | 13      | 5 жовтня 1997    | 16 травня 1998   |

### Історія
Пілотний епізод представляє глядачеві головного героя, Дункана Мак-Лауда (Едріан Пол), та його кохану Тессу Ноель (Александра Вандернут), які живуть разом тихим життям і спільно володіють антикварним магазином MacLeod & Noël Antiques. У пілоті з'являється ще один постійний персонаж — молодий крадій Річі Раян (Стен Кірш), який, влізши у магазин задля крадіжки, став свідком поєдинку між Дунканом, злим Безсмертним Сленом Квінсом (Річард Молл) та родичем Дункана Коннором Мак-Лаудом, головним героєм серії оригінальних фільмів. Як виявляється, Дункан Мак-Лауд — Безсмертний віком близько 400 років, один із багатьох Безсмертних у світі. Коннор прийшов, щоб переконати Дункана повернутися до так званої Гри та битися проти зла на боці добра. Грою Безсмертні називають своє полювання один за одним у прагненні здобути Силу Перевтілення, обезголовлюючи свого супротивника. Дункан Мак-Лауд довгий час переховувався від інших Безсмертних, не бажаючи брати участь у Грі та вбивати інших. Проте Дункану все ж таки доводиться зустрітися у поєдинку з Квінсом, який переслідує його. Обезголовлення Квінса безсумнівно повертає Дункана до Гри.
Сюжетна лінія серіалу обертається навколо Дункана Мак-Лауда та його зв'язку зі звичайними людьми та іншими Безсмертними. Первісно теми епізодів серіалу базуються на особистих стосунках Дункана з його друзями, родичами, коханими та ворогами. У подальших серіях концепція значно змінюється, відбувається природній розвиток персонажів та їх взаємовідносин. У першому сезоні вперше в епізодах з'являються Безсмертні Аманда та Мітос, які у наступних сезонах стають другорядними персонажами, також із початку другого сезону до всесвіту серіалу вводять Спостерігачів, одним із представників яких є Джо Доусон.
У фіналі 5-го сезону, в епізоді «Архангел» персонажа Річі Раяна вбивають і до сюжету вводиться надприродний демон Ахріман. У 6-му сезоні персонаж Дункана Мак-Лауда був відсутній у двох серіях з тринадцяти, у деяких інших він з'являвся лише епізодично. Це пояснюється тим, що продюсери експериментували із введенням нового жіночого персонажу — Безсмертної — для нового спін-оф серіалу. Зрештою, жодного з цих нових персонажів не затвердили, тому головною героїнею спін-офу Highlander: The Raven стала Аманда, один із постійних персонажів оригінального серіалу. Спін-оф витримав лише один сезон, що складався із 22 серій.

### Вступне слово
Кожна серія починається із короткої заставки, що представляє різні сцени з життя Мак-Лауда, в той час як закадровий голос дає стислий виклад сюжету серіалу.
У перших шести серіях першого сезону закадровий голос належить самому Дункану Мак-Лауду:
|  | Я Дункан Мак-Лауд, народився чотириста років тому у шотландських горах. Я Безсмертний і я такий не один. Багато століть ми чекали Зборів, щоб удар меча і падіння голови визволили Силу Перевтілення. Залишиться тільки один з нас Оригінальний текст (англ.) I am Duncan MacLeod, born four hundred years ago in the Highlands of Scotland. I am Immortal and I am not alone. For centuries we have waited for the time of the Gathering, when the stroke of a sword and the fall of a head will release the power of the Quickening. In the end, there can be only one |

З 7-го епізоду 1-го сезону («Гірські люди» (англ. Mountain Men)) текст дещо змінили (в українському дубляжі каналу ТЕТ зміни відсутні):
У другому сезоні текст знову міняється, читає його новий персонаж, Спостерігач Джо Доусон:
|  | Він Безсмертний. Він народився на Північно-Шотландському нагір'ї чотириста років тому. Є і інші Безсмертні, деякі з них — добрі, інші — злі. Століттями він бореться з силами пітьми, свята земля — його єдине спасіння. Він не помре, поки йому не відрубають голову, захопивши його Силу. В кінці залишиться тільки один. Він, Дункан Мак-Лауд, Горець Оригінальний текст (англ.) He is immortal. Born in the Highlands of Scotland four hundred years ago, he is not alone. There are others like him – some good, some evil. For centuries, he has battled the forces of darkness, with Holy Ground his only refuge. He cannot die, unless you take his head, and with it, his power. In the end, there can be only one. He is Duncan MacLeod, the Highlander |

В українському дубляжі з початку третього сезону текст дещо відкорегували:
|  | Він Безсмертний. Він жив у горах Шотландії чотириста років тому. Він не сам. Є такі ж, як він. Деякі несуть добро, деякі — зло. Упродовж віків він бився в ім'я Господа і лише земля була йому притулком. Він не може померти. Зрештою, він може залишитися лише сам. Він — Дункан Мак-Лауд, Горець |

Ще раз текст міняється на початку четвертого сезону і лишається незмінним до кінця серіалу (текст знову промовляє Джо Доусон):
|  | Він — Дункан Мак-Лауд, Горець. Народився тисяча п'ятсот дев'яносто п'ятого року в горах Шотландії і досі живий. Він — Безсмертний. За чотириста років він побував воїном… коханцем… мандрівником. Постійно стинаючись у смертельних боях з іншими Безсмертними, переможець забирає голову свого ворога, а разом з нею — і всю Силу. Я — Спостерігач, член таємного товариства чоловіків і жінок, які ведуть літопис цих подій, але не втручаються. Ми знаємо правду про Безсмертних. Має залишитись тільки один. Можливо, це буде Дункан Мак-Лауд, Горець Оригінальний текст (англ.) He is Duncan MacLeod, the Highlander. Born in 1592 in the Highlands of Scotland, and he is still alive. He is immortal. For four hundred years, he's been a warrior... a lover... a wanderer, constantly facing other Immortals in combat to the death. The winner takes his enemy's head, and with it, his power. I am a Watcher, part of a secret society of men and women who observe and record, but never interfere. We know the truth about Immortals. In the end, there can be only one. May it be Duncan MacLeod, the Highlander. |

### Персонажі

#### Головні
- Дункан Мак-Лауд (Едріан Пол) — Безсмертний. Народився у горах Шотландії (село Гленфіннан[en]) у 1592 році, у клані Мак-Лаудів, вигнаний з клану після своєї загибелі та подальшого відродження у якості Безсмертного.
- Тесса Ноель (Александра Вандернут[en]) — смертна, француженка, коханка Дункана Мак-Лауда. Мисткиня, скульпторка, разом із Дунканом володіє антикварним магазином. У 13-й серії 1-го сезону переїжджає разом із Мак-Лаудом і Річі Раяном до Парижу, де обіймає посаду куратора у Паризькому бюро мистецтв. На початку 2-го сезону акторка, що грала Тессу — Александра Вандернут — вирішила піти з серіалу, тому в 4-й серії 2-го сезону її персонаж гине від випадкової кулі.
- Річі Раян (Стен Кірш) — молодий волоцюга-крадій, симпатичний, балакучий. У пілотній серії намагався пограбувати магазин Дункана і Тесси, але Дункан спіймав його на місці злочину. Річі був свідком двобою на мечах Дункана, Коннора Мак-Лауда і Слена Квінса, бачив Перевтілення Дункана, після того, як той обезголовив супротивника. Дункан за порадою Коннора Мак-Лауда бере Річі під опіку. Спершу працює асистентом в антикварному магазині Дункана і Тесси, час від часу влаштовується на іншу роботу. У 4-й серії 2-го сезону виявляється Безсмертним. У 12-й серії 2-го сезону переживає перше Перевтілення, але Дункан проганяє його, адже на дуелі Річі вбив доброго Безсмертного. Пізніше вони знову налагоджують дружні стосунки. У 3-му сезоні Річі починає займатися мотокросом, бере участь у змаганнях, але одного разу «гине» у ДТП на трасі, тому змушений закінчити спортивну кар'єру та виїхати з країни, щоб його не впізнали знайомі смертні.
- Мітос[en] (Пітер Вінгфілд[en]) — Безсмертний, який живе під ім'ям Адама Пірсона, Спостерігача. Вік Мітоса невідомий, першого свого Безсмертного він вбив 5000 років тому, а свій щоденник веде «відколи з'явилася писемність». Лояльний до Мак-Лауда, пізніше стає його другом. Вперше з'являється у 16-й серії 3-го сезону як другорядний персонаж, у подальших сезонах стає одним із головних.
- Аманда (Елізабет Грейсен) — Безсмертна, народилася у IX столітті в Нормандії. Крадійка, шахрайка, аферистка. Колишня коханка Дункана Мак-Лауда, проте в останньому епізоді 3-го сезону їхні романтичні стосунки відновлюються.
- Джозеф «Джо» Доусон (Джим Бірнс[en]) — смертний, член таємного товариства Спостерігачів, які вивчають Безсмертних, але не втручаються у Гру. Воював у В'єтнамі, де втратив обидві ноги, тоді ж його запросили стати членом Спостерігачів. З'являється у першій серії 2-го сезону, і з часом з другорядного персонажа стає одним із головних. У 2-му сезоні Доусон володіє букіністичним магазином, пізніше відкриває бар під назвою «У Джо». Мак-Лауд спочатку не довіряє Доусону, але з часом їх відносини стають все більш дружніми.
- Енн Ліндсі (Лайза Говард[en]) — смертна, коханка Мак-Лауда у 3-му сезоні. Лікар-травматолог міської лікарні Сікувера. На початку свого роману з Мак-Лаудом не знає про його безсмертну сутність і в 14-му епізоді бачить його «загибель». Пізніше Мак-Лауд вирішує їй довіритися та розповісти правду про себе. Спершу їхні стосунки відроджуються, Енн перебуває у захопленні від історії Мак-Лауда, навіть хоче дослідити Безсмертя з наукової точки зору, проте, ставши свідком чергової дуелі Мак-Лауда і подальшого Перевтілення (отримання сили вбитого Безсмертного), як лікар не може прийняти такий аспект його життя і розходиться з Дунканом.

#### Другорядні
- Дарій (Вернер Стокер[en]) — Безсмертний, священник, близький друг і наставник Дункана Мак-Лауда. У далекому минулому — очільник армії візіготів, у V столітті вбив під Парижем святу людину — старого Безсмертного — після чого полишив військову справу і став монахом. Гине в останній серії 1-го сезону від рук Джеймса Хортона.
- Чарлі Де-Сальво (Філіп Екін[en]) — смертний, афроамериканець, колишній «морський котик», спеціаліст з бойових мистецтв. Володів залом бойових мистецтв, а після того, як зал придбав Дункан Мак-Лауд, став його управителем. Приятелює з Дунканом, допомагає йому у деяких розслідуваннях, вчить Річі бойовим мистецтвам. Вперше з'являється у 3-й серії 2-го сезону, а в цілому — у 12-ти серіях 2-го і 3-го сезонів. У 3-й серії 3-го сезону їде з революціонеркою Марою на Балкани. Гине у 2-й серії 4-го сезону, намагаючись помститися Безсмертному за вбивство Мари.
- Калас (Девід Робб[en]) — Безсмертний, походить з давньоримської сенаторської родини. Ворог Дункана Мак-Лауда. З'являється у 14-й серії 3-го сезону. Переслідував Мак-Лауда з метою помсти, вбив Г'ю Фіцкерна. Обезголовлений Мак-Лаудом в останньому епізоді 3-го сезону.
- Коннор Мак-Лауд (Крістофер Ламберт) — Безсмертний, шотландець за походженням, друг і вчитель Дункана, походить з того ж клану, але старший на кілька століть. З'являється лише у пілотній серії.
- Ренді Мак-Фарланд (Аманда Вайс[en]) — смертна, молода амбітна і допитлива репортерка сікуверського телеканалу KCLA TV. Перетинається з Дунканом у розслідуванні деяких справ, тому дуже цікавиться його особою, намагаючись з'ясувати, ким він є насправді. Персонаж з'являється у шести серіях першої половини 1-го сезону, заявлена у титрах до 18-ї серії 1-го сезону, але на екрані не з'явилася.
- Моріс Лалонд (Мішель Модо[en]) — смертний, життєрадісний і балакучий француз, трохи шахраюватий, колишній шеф-повар. Сусід Мак-Лауда у Парижі (живе на сусідній баржі, а баржу Дункана свого часу врятував під час повені, перегнавши її на нове місце). Вперше з'являється у 15-й серії 2-го сезону. У 3-му сезоні володіє невеликим сімейним рестораном. У пізніших сезонах не з'являється.
- Г'ю «Фіц» Фіцкерн (Роджер Долтрі) — Безсмертний, старовинний друг Дункана Мак-Лауда, життєлюбний, ненадійний плейбой. Англієць за походженням, познайомився з Дунканом у XVII столітті та з тої пори брав участь у багатьох сумісних пригодах. У 3-му сезоні вбитий у Парижі Безсмертним, на ім'я Калас. З'являється у спогадах Мак-Лауда, а також в останній серії серіалу як посланник божий, щоб показати Дункану альтернативний світ без нього і таким чином відродити в Дункані жагу до життя.

### 1 сезон
Пілотний епізод «Зібрання» (англ. The Gathering) починається історією про пару молодих закоханих — Дункана Мак-Лауда і Тессу Ноель, які вже кілька років живуть у місті Сікувер на півночі тихоокеанського узбережжя США та спільно володіють антикварним магазином. Одного вечора, коли Дункан і Тесса святкують день народження останньої, молодий волоцюга, на ім'я Річі Раян зламує магазин задля крадіжки, але його на місці злочину ловить Мак-Лауд, погрожуючи знести голову мечем. Скам'янілий від такої гострої реакції хазяїна, Річі бачить як раптом інший чоловік через скляний дах вдирається до магазину та нападає з мечем на антиквара, ще за мить дуель переривається втручанням третього чоловіка, озброєного японською катаною. Чоловіком, що напав на Мак-Лауда, є Безсмертний, на ім'я Слен Квінс, який полює на Дункана, не знаючи, що він сам є мішенню для Дунканового родича, Коннора Мак-Лауда. Заінтригований дивною сценою, Річі Раян йде за обидвома Мак-Лаудами та бачить як спочатку Коннор б'ється на мечах зі Сленом, але зазнає поразки та тікає, лишаючи Дункана битися один на один із Квінсом. Відтявши голову Квінсу, Дункан Мак-Лауд опиняється в епіцентрі вибухів і блискавок, даючи можливість Річі спостерігати так зване Перевтілення. Перед тим, як піти, Конор Мак-Лауд радить Дункану пильнувати Річі, що Дункан і робить, приймаючи сироту-безхатченка Річі до своєї родини та даючи йому роботу в магазині. Дункан Мак-Лауд розповідає Річі правду про себе та інших Безсмертних.
У подальших епізодах серіалу Мак-Лауд зустрічається у поєдинках із різними Безсмертними, такими як Говард Кроулі, який вбив Безсмертного, друга Мак-Лауда, та підставив невинну людину (епізод «Невинний», англ. Innocent Man), Кім Сун (епізод «Дороги, які не вибирають», англ. Road Not Taken) або Феліція Мартін, яка закрадається Дункану в довіру, удаючи недосвідчену, новонароджену Безсмертну (епізод «Вільне падіння», англ. Free Fall). Кілька разів Дункан рятує Тессу від інших Безсмертних: у серії «Гірські люди» (англ. Mountain Men) — від схибленого на виживанні Калеба Коула (це єдиний раз у серіалі, коли Тесса є свідком Прискорення Дункана), у серії «Свідок» (англ. Eyewitness) — від Ендрю Балліна, який вбив свою смертну коханку і хоче вбити Тессу як свідка цього злочину. У серії «Морська відьма» (англ. The Sea Witch) супротивником Мак-Лауда є Безсмертний Олексій Вошин, з яким у Горця давні рахунки, у серії «Солодка помста» (англ. Revenge Is Sweet) — це Вальтер Рейнгардт, Безсмертний, який вже колись бився із Дунканом і програв, але вижив.
В епізоді «Бандитська зграя» (англ. Band of Brothers) ідилічне життя Дункана і Тесси руйнує звістка від одного з вчителів Мак-Лауда, священника Дарія. Виявляється, що до Сікувера направляється наймогутніший ворог Дарія, Грейсон, який має на меті вбити смертного Віктора Поля — громадського діяча-миротворця та учня Дарія. Грейсон був помічником великого полководця Дарія, їх армія у V столітті завоювала Європу, проте під стінами Парижу Дарій вбив святу людину, найстарішого на той час Безсмертного, після чого розпустив свою армію і став на мирний шлях, оселившись на святій землі, де Безсмертним було заборонено битися один з одним. Це розлютило Грейсона та зробило його найзапеклішим ворогом Дарія. Прагнучи захистити Тессу і Річі, але сумніваючись у своїй можливості впоратися з Грейсоном, Дункан відсилає своїх друзів до Парижу під захист Дарія, а сам починає пошуки Грейсона, щоб його вбити. При зустрічі Грейсон пропонує Мак-Лауду перейти на його бік і стати його правою рукою, але той відмовляється. Після надважкого для Горця поєдинку, Дункан все ж таки спромігся відтяти голову Грейсону. Після цього Мак-Лауд вирішує переїхати до Парижу, де оселяється разом із Тессою та Річі на своїй власній баржі на Сені, Тесса стає куратором у Паризькому бюро мистецтв. Мак-Лауд бере на себе роль утриманця, натомість Річі відчуває себе як риба без води.
Дія епізоду «В ім'я зла» (англ. For Evil's Sake) починається з того, що одного ранку Мак-Лауд, повертаючись на баржу з покупками, бачить людину, вдягнену як мім, яка вбиває старого. Допомагаючи паризькій поліції розкрити злочин, Мак-Лауд каже їм, що може впізнати вбивцю. Інспектор поліції Лебран переконаний, що бачив Мак-Лауда раніше. Пізніше, ввечері загадковий озброєний чоловік слідкує за баржею, і, коли Мак-Лауд його нейтралізує, виявляється, що то поліцейський. Дункана затримує інспектор, який згадав, де бачив Мак-Лауда: багато років тому, коли Лебран був ще молодим поліцейським, він переслідував вбивцю, на ім'я Кайлер, і під час погоні побачив Мак-Лауда, який боровся з Кайлером. У той день, рятуючись від поліції, Мак-Лауд опиняється на туристичному катері, де проводить оглядову екскурсію Парижем молода екскурсовод Тесса. У сучасному Парижі знову діє невловимий безсмертний найманий вбивця Кайлер, який здійснює низку вбивств посадовців. Поліція та Мак-Лауд паралельно полюють на Кайлера, але на останнього працює помічник Лебрана, тому поліцейські завжди на крок позаду. Мак-Лауд зустрічається з Кайлером у поєдинку і вбиває його, а Лебран заарештовує свого помічника. Інспектор підозрює, що саме Мак-Лауд обезголовив Кайлера. У наступному епізоді «Смерть заради майбутнього» (англ. For Tomorrow We Die) Лебран переслідує злочинця, який пограбував ювелірний магазин, отруївши працівників смертельним газом, і при цьому вижив без вживання протигазу. Мак-Лауд впізнає у злочинці свого старого ворога, на ім'я Ксав'є Сен-Клод, знаходить його і намагається покарати за злочин. Тікаючи від Мак-Лауда, Ксав'є кидає в нього гранатою з отруйним газом, тому Горець відволікається на знешкодження гранати, кинувши її у бетономішалку, в той час як Ксав'є встигає зникнути. Гранату знаходить інспектор Лебран і заарештовує Мак-Лауда на виставці африканських скульптур, організованою Тессою. Довідавшись від інспектора, що Ксав'є у Західній Африці вбив місцевого багатія і вкрав, з-поміж іншого майна, рідкісні африканські скульптури, Мак-Лауд, підозрюючи теракт на виставці, тікає з-під варти і знешкоджує бомбу в одній із скульптур, яку під вигаданим ім'ям дав для виставки Ксав'є. Останній приходить до Мак-Лауда помститися за невдачу, але той у поєдинку відрубує Ксав'є правицю. Поранений Ксав'є тікає, кинувшись у Сену.
У кількох наступних серіях з'являються дві колишні коханки Мак-Лауда. У серії «Порятунок Грейс» (англ. Saving Grace) Грейс Чендел тікає від поліції, що переслідує її за вбивство свого смертного чоловіка, та від безсмертного колишнього коханця Карло Сендаро, який і є справжнім вбивцею. Дункан і Дарій рятують Грейс, і Дункан влаштовує так, що Карло її більше не потурбує. У серії «Жінка і тигр» (англ. The Lady and The Tiger) вперше з'являється Аманда Монтроуз, безпринципна крадійка-домушниця, що обожнює цирк, пограбування та 400-річних шотландців, яку Мак-Лауд, на відміну від Грейс Чендел, називає «своєю поганою звичкою». Аманда ошукала Безсмертного-крадія, Захарію Блейна, і тепер намагається підставити йому Мак-Лауда, щоб Блейн не відтяв їй голову. Наприкінці епізоду Аманда обезголовлює Блейна, виснаженого важким поєдинком із Мак-Лаудом. Сюжет епізоду закладає певні сюжетні рамки усіх подальших епізодів із цим персонажем.
У фінальному епізоді сезону, «Мисливці» (англ. The Hunters), до Мак-Лауда приходить його старий друг Г'ю Фіцкерн, який стверджує, що Безсмертні зникають. Мак-Лауд і Фіцкерн йдуть до Дарія, але знаходять того у церкві обезголовленим. Це могли зробити лише смертні люди, адже для Безсмертних насилля на святій землі заборонене. При поверненні до готелю, де зупинився Фіц, на друзів нападають і викрадають Фіцкерна. Мак-Лауд повертається до Дарієвої церкви, де знаходить сховану Дарієм загадкову книгу, в якій викладається історія Безсмертних, написана секретним товариством смертних. Коли члені цього товариства приходять за Дунканом, він вже до цього готовий і уникає нападу, а потім вистежує супротивників до їхньої схованки, де знаходить і рятує Фіца, якого збираються гільйотинувати. У схованці товариства Мак-Лауд зустрічається зі своїм головним ворогом — екзальтованим фанатиком-смертним, який прагне знищити Безсмертних. Після запеклої боротьби, ватажок смертних тікає. Мак-Лауд лишається на самоті, оплакуючи смерть свого друга і вчителя. В останній сцені Мак-Лауд розвіює прах Дарія над Сеною і дає клятву помсти.

### 2 сезон
Сезон має нове вступне слово, в якому загадковий закадровий голос пояснює, хто такий Дункан Мак-Лауд, і дає стислий виклад правил Гри. Пізніше глядачі можуть здогадатися, що це голос нового персонажа — Джо Доусона, Спостерігача.
У першому епізоді «Спостерігачі» (англ. The Watchers) розлючений смертю Дарія Дункан Мак-Лауд повертається до Сікувера, намагаючись знайти вбивць Дарія, але маючи з провідних ниток лише книгу «Хроніки», яку Дарій лишив йому. Він натрапляє на ключ у книгарні, управитель якої, на ім'я Доусон, заперечує, що знає щось про книгу Дарія. Коли Мак-Лауд помічає двох людей, що стежать за ним з протилежного боку вулиці, і починає переслідувати їх, Доусон йде за ним і розказує Дункану, що він його Спостерігач, один із членів таємного товариства смертних, яке спостерігає за Безсмертними, вивчає їх історію, але ніколи не втручається у їх справи. Доусон заперечує твердження Мак-Лауда, що Дарія вбили смертні, але змушений з ним погодитися, коли ватажком вбивць виявляється його зять Джейис Хортон. Мак-Лауд б'ється з Хортоном, який стріляє в нього, але за мить до цього Мак-Лауд протикає Хортона мечем, здійснюючи свою помсту за Дарія.
Вірячи у загибель Хортона, але тепер знаючи про Спостерігачів, Мак-Лауд продовжує жити своїм життям і намагається допомогти двом старим друзям, але з різним результатом. Грегор Пауерс став фотографом, але втратив зв'язок зі своєю людською природою, відштовхуючи свої почуття до інших людей, щоб уникнути болю втрати (епізод «Вивчення світла і тіні» (англ. Studies In Light)). Дункан допомагає пізнати йому цінність свого життя і дару Безсмертя, тоді як його колишня кохана Лінда Плагер помирає від старості та немочі на очах у Дункана. Невдовзі інший друг-Безсмертний, на ім'я Майкл Мур, з'являється, шукаючи у Мак-Лауда допомоги у вистеженню Квентена Барнса, багаторічного Майклова ворога, який з'явився після довгої відсутності. Водночас знову з'являється Спостерігач Джо Доусон — він просить у Мак-Лауда допомоги у нейтралізації Барнса, адже той полює на людей, які засудили та стратили його за вбивство двох молодих жінок тридцять років тому. Барнса поховали та лише нещодавно ексгумували. Розслідування викриває страшну правду: Майкл Мур і є Квентен Барнс, дві різні особи в одному шизофренічному мозку. Особистість Барнса поступово бере гору, тому в момент просвітлення Майкл благає Дункана відтяти йому голову, що той і робить (епізод «Повернення» англ. Turnabout).
Знову осівши у Сікувері, Дункан і Тесса планують відновити свій антикварний магазин. Якось Дункан зустрічає ворожку по долоні та пригадує, як у XIX столітті циганка наворожила йому, що він ніколи не одружиться. Вирішивши кинути виклик долі, він просить Тессу вийти за нього заміж. Вона з радістю погоджується і вони починають планувати весілля, але Дункана виманює з дому група спостерігачів, чий ватажок, Паллін Вульф тим часом оглушає Річі та викрадає Тессу. Використовуючи Тессу як принаду, Вульф заманює Мак-Лауда до свого будинку, де в нього є спеціальне темне приміщення, в якому Вульф вбиває Безсмертних, полюючи на них за допомогою приладу нічного бачення. Мак-Лауду все ж таки вдається перемогти Вульфа та врятувати Тессу, але тут він припускається помилки, за яку буде довго себе картати. Він відправляє Тессу додому разом із Річі, лишаючись у будинку Вульфа, щоб обшукати його. В той самий час на Тессу і Річі нападає вуличний грабіжник, який при пограбуванні застрелює їх обох. Почувши пострілі, Мак-Лауд вибігає з будинку, але пізно — Тесса загинула на місці. Річі раптово оживає, зцілений — він став Безсмертним (епізод «Пітьма» англ. The Darkness). Спустошений горем, Мак-Лауд просить Річі продати все їхнє з Тессою майно (квартиру, магазин, машину), купує зал бойових мистецтв Де-Сальво та переїжджає у невелике помешкання над залом. Чарлі Де-Сальво лишається управителем залу і поступово стає другом Дункана. Мак-Лауд вчить Річі фехтуванню. Останній спочатку не може змусити себе вбивати, хоча і перемагає в дуелях, але у серії «Іменем закону» (англ. Under Color Of Authority) вбиває справедливого Безсмертного, захищаючи жінку, що вбила свого чоловіка. Дункан каже Річі, що той мусить піти геть та жити своїм життям. Втім, у серії «Блудний син» (англ. Prodigal Son) Річі приїздить до Парижу, щоб попрохати допомоги у Дункана, і останній, не вагаючись, допомагає Річі.
Лишившись без Тесси, Мак-Лауд не прагне ні з ким зближуватися, проте іноді має короткі романтичні стосунки з різними жінками, як Безсмертними, так і смертними — ірландкою Енні Девлін (серія «Око за око», англ. Eye For An Eye), колишньою коханкою Амандою (серії «Повернення Аманди», англ. The Return of Amanda, і «Спадок», англ. Legacy), агентом військової розвідки Рене Делейні (дві серії «Диявольський альянс», англ. Unholy Alliance), репортеркою Бет Вон (серія «Розпалювач війни», англ. Warmonger), давньоєгипетською служницею Нефертірі (серія «Донька фараона», англ. Pharaoh's Daughter). У деяких епізодах Мак-Лауд не б'ється з Безсмертними, а допомагає смертним вирішити їхні проблеми (серії «Зона», «Кривава помста», «Рятуйся, хто може», «Будь щасливим, малий»). У цьому сезоні з'являється також новий персонаж — Спостерігач Джо Доусон. Мак-Лауд спершу недовірливо ставиться до нього та товариства Спостерігачів, але згодом вони починають довіряти один одному. Доусон іноді просить Мак-Лауда допомогти у різних питаннях, пов'язаних із Безсмертними. У серії «Диявольський альянс» Дункан вирішує порвати усі стосунки з Доусоном, який притаїв факт, що Хортон, ворог Мак-Лауда, живий, але Джо прагне виправити свою помилку і допомагає Мак-Лауду, тому їхня дружба з часом відновлюється.
У двосерійному фіналі сезону Джеймс Хортон знову розставляє пастку для Мак-Лауда. Він за допомогою пластичної хірургії робить із викраденої з в'язниці вбивці-соціопатки двійника Тесси Ноель, на ім'я Ліза Мілон, і підставляє її Мак-Лауду. Той спочатку шаленіє від думки, що Тесса повернулася, і поринає у вир закоханості, забуваючи про все, але згодом все ж таки починає підозрювати якусь інтригу, особливо коли знаходить у жінки шрам від пластичної операції. Як виявляється, Ліза-Тесса працює на Хортона, вона має заманити його в пастку і застрелити, щоб Хортон міг спокійно відтяти Горцю голову. У фінальній конфронтації Хортон вбиває Лізу на могилі Тесси Ноель, а Мак-Лауд власноруч вбиває самого Хортона. В останній сцені сезону Мак-Лауд продає свою баржу; на питання Річі, чи не буде він за нею сумувати, Дункан відповідає, що баржа занадто нагадувала йому про Тессу, і тому вже час йти далі.

### 3 сезон
На початку 3-го сезону Дункан Мак-Лауд повертається до Сікувера та знову оселяється у лофті над залом бойових мистецтв, який йому належить. Сюжети першої, «сікуверської» частини сезону здебільшого схожі між собою: Дункан допомагає своїм друзям і знайомим, як смертним, так і Безсмертним, вирішити їхні проблеми, з тим чи іншим успіхом. З деякими знайомими Безсмертними, з якими первісно він мав дружні стосунки, Мак-Лауду доводиться з різних причин битися на дуелі (епізоди «Революціонер», «Мужність», «Одержимість», «Тіні»), з Безсмертним Джоном Кіріном (епізод «Сліпа віра»), якого Дункан давно ненавидів, вони зрештою укладають мир.
Річі Раян повертається до США разом із Мак-Лаудом. Любитель мотоциклів, він починає брати участь у змаганнях з мотокросу, хоча Дункан це особливо не схвалює, адже, по-перше, Безсмертному краще не бути публічною особою і жити в тіні, по-друге, у Безсмертного спортсмена відсутній страх смерті, що дає йому несправедливу перевагу у порівнянні з іншими, смертними спортсменами.
Дружба Дункана зі Спостерігачем Джо Доусоном все міцнішає, в епізоді «Хрест святого Антонія» Доусон просить Дункана допомогти розслідувати вбивство жінки, яку він покохав. В епізоді «Вони теж служать» про дружбу Доусона і Мак-Лауда дізнаються інші Спостерігачі, які вимагають від Джо дотриматися клятви Спостерігача та розірвати дружні стосунки з Безсмертними. Проте Джо дізнається, що його колега, Спостерігачка Рита Люс, як виявляється, закохалася у свого підопічного Безсмертного та допомагає йому вбивати інших Безсмертних, стаючи таким чином сильнішим. Коли наступною їхньою жертвою має стати Мак-Лауд, Джо, поставши перед важким моральним вибором між обов'язком і дружбою, все ж таки віддає перевагу дружбі та попереджує Мак-Лауда про небезпеку.
У 3-й серії Дункан знайомиться із смертною лікаркою міської лікарні, Енн Ліндсі. У подальших епізодах між ними починаються романтичні стосунки, втім, Мак-Лауд не розповідає Енн про свою Безсмертну сутність, а Енн, у свою чергу, дорікає Мак-Лауду, що він має від неї якісь таємниці. У 14-й серії («Пісня ката») Дункан і Енн йдуть на концерт чернечого хору з Європи, ким керує давній знайомий Дункана, Безсмертний брат Павло. Проте, як виявляється, концерт організував запеклий ворог Мак-Лауда і брата Павла — Безсмертний, на ім'я Калас, чиєю метою було виманити брата Павла зі святої землі (з монастиря, де той жив останні 300 років) і вбити. Калас вбиває брата Павла і починає витончено мстити Дункану, створюючи великі проблеми у його друзів — Джо, чий бар закривають начебто через продаж там наркотиків, та Енн, яку підозрюють у лікарській помилці. Дункан кидає виклик Каласу, але той виявляється значно сильнішим, ніж попередні противники Мак-Лауда. Під час їхньої дуелі у театрі з'являється Енн, яка бачить, як Дункан падає з великої висоти та «гине»; Річі, який прийшов слідом, забирає Енн з місця події, не даючи їй побачити воскресіння Дункана.
Щоб захистити Енн від Каласа, Мак-Лауд залишає Сікувер, так і не розповівши коханій жінці про своє безсмертя. Він їде до Парижу, де його несподівано зустрічає старий друг Г'ю Фіцкерн, який осів у столиці Франції й навіть став викладачем у кулінарній школі. Втім, Калас, як виявляється, переслідує Дункана і в Парижі: він спочатку підставляє Фіцкерна, змусивши його тікати з обжитого місця, а потім у двобої обезголовлює його. Незабаром Мак-Лауд дізнається, що Калас у Парижі шукає Мітоса, міфічного найстарішого Безсмертного, щоб вбити його та здобути неймовірну силу. Дункан починає паралельні пошуки Мітоса і дуже швидко його знаходить — це один із Спостерігачів, що живе під ім'ям Адама Пірсона та офіційно вивчає історію Мітоса, тобто самого себе. Мітос, усвідомлюючи, що навряд чи зможе перемогти Каласа, пропонує свою голову, а отже і силу, Дункану, щоб той зміг побороти Каласа, проте Горець відмовляється. Дуже скоро він і Калас зустрічаються у двобої, проте їм стає на заваді міська поліція, яка за заявою Мітоса заарештовує Каласа за вбивства двох Спостерігачів. Наступного дня Дункан приходить до Мітоса, але виявляється, що той зник у невідомому напрямку, разом із своїм архівом — Хроніками Мітоса.
У Парижі Мак-Лауд зустрічає одну свою стару знайому, Безсмертну з племені піктів, на ім'я Кірдвін. Її смертного коханого вбили вуличні грабіжники, тому Кірдвін мстить їм за його смерть. Дункан вмовляє месницю зупинитися, адже помста нічого не змінить у її житті. Натомість Кірдвін переконує Мак-Лауда, що у стосунках Безсмертного і смертного саме останній має робити вибір, бути разом чи ні, тому після довгих роздумів Мак-Лауд телефонує Енн і зізнається, що живий. Він запрошує Енн до Парижу, щоб розповісти їй все. Спершу їхні стосунки відроджуються, Енн у захваті від розповіді Мак-Лауда, проте згодом виявляється, що Енн вагітна. Батько дитини — один її приятель, з яким вона мала коротку інтрижку після «смерті» Дункана, намагаючись забути про свою втрату. Ця новина спочатку приголомшує Мак-Лауда, адже Безсмертні фізично не можуть мати дітей, але пізніше він вирішує прийняти дитину Енн як свою. Втім, з цього нічого не виходить: Енн випадково стає свідком дуелі Дункана з іншими Безсмертним і усвідомлює, що вона як лікар, що рятує життя, не може прийняти сповнену вбивствами реальність Безсмертного. Енн лишає Дункана та повертається до США.
У двосерійному фіналі сезону Аманда, намагаючись вбити Каласа, помилково дає йому змогу втекти з в'язниці. Калас знову починає переслідувати Дункана та його друзів. Паралельно виявляється, що вдова одного з вбитих Каласом Спостерігачів знайшла у речах свого покійного чоловіка компакт-диск із базою даних про всіх Безсмертних і Спостерігачів. Прагнучи помститися за смерть чоловіка, вона вирішує, попри вмовляння Джо Доусона, передати усю інформацію в пресу. Під час її зустрічі з видавцем газети, раптово з'являється Калас і забирає диск, вбивши усіх свідків. Калас ставить перед Мак-Лаудом ультиматум: голова Горця в обмін на компакт-диск, інакше Калас передасть дані з диску до ЗМІ. Дункан погоджується зустрітися з Каласом на верхівці Ейфелевої вежі. У важкому двобої Мак-Лауд перемагає Каласа; потужне Перевтілення, підсилене вежею, посилає сильні заряди енергії навкруги та знищує усі комп'ютери поблизу, у тому числі й комп'ютер Каласа, в якому зберігався диск. Паралельно Дункан і Аманда починають розуміти, що все ще кохають один одного; їхні романтичні стосунки відновлюються. В останній сцені фінального епізоду глядачі бачать ще один компакт-диск, ймовірно, копію попереднього, схований між книгами у книгарні.

### 4 сезон
На відміну від попередніх сезонів, дія 4-го сезону починається не в Сікувері, а в Парижі. На аукціоні витворів мистецтва Мак-Лауд натрапляє на браслет, який він сотні років тому, ще за свого смертного життя, подарував своїй коханій. Після трагічної загибелі дівчини Дункан поклав цей браслет у її могилу, яка зараз виявилася розграбованою. За шалені гроші Дункан викупає браслет і вперше за понад 200 років вирушає до рідної Шотландії, щоб знайти могилу коханої та повернути браслет. У рідному селі Гленфіннан він зустрічає Рейчел Мак-Лауд, смертну представницю його клану, від якої дізнається про існування легенди про непереможного воїна Дункана Мак-Лауда, який віками захищає село. Тим часом у Гленфіннані хтось грабує давні поховання в околицях села і вже скоїв низку жорстоких вбивств; деякі місцеві мешканці вважають це справою рук також легендарного воїна-вікінга Кенвульфа. Останній виявляється Безсмертним, якого Мак-Лауд як захисник Гленфіннана викликає на двобій і обезголовлює. У наступних епізодах Мак-Лауд повертається до Сікувера, де зустрічає свого друга, Чарлі Де-Сальво, який намагається помститися Безсмертному за смерть своєї коханої (епізод Brothers in Arms). Безсмертний Ендрю Корд, друг і однополчанин Джо Доусона у В'єтнамській війні, вбиває Чарлі, але і сам гине від рук Мак-Лауда. Дункан вважає, що до загибелі Чарлі призвели його дружні стосунки з Доусоном, тому розриває дружбу із своїм Спостерігачем. Втім, після 7-го епізоду (The Colonel), де Доусон, використавши свій статус Спостерігача, рятує Мак-Лауда, їхня дружба поступово відроджується.
Повернувшись до Сікувера, Мак-Лауд купує старий будинок на околиці міста та разом із Річі капітально його ремонтує. В 12-му епізоді (The Blitz) Дункан дарує будинок новонародженій доньці Енн Ліндсі, колишньої своєї коханої.
У наступному, 13-му епізоді (Something Wicked) з'являється концепція так званого Темного Прискорення: коли Безсмертний обезголовлює лихого Безсмертного, то разом із силою Прискорення отримує і все те зло, що було в душі вбитого. Хоча Безсмертні та Спостерігачі вважають це лише бездоказовою теорією, друг Мак-Лауда, індіанський шаман Колтек, вбивши злочинця-Безсмертного, увібрав в себе всю його злість і ненависть, і сам став лихим. Мак-Лауд намагається повернути добро в душу свого друга, але невдало. Зійшовшись у двобої з Колтеком, Мак-Лауд обезголовлює його, але сила Темного Прискорення переходить в Горця, перетворюючи його на лиходія. Спотворений Темним Прискоренням, Мак-Лауд нападає спочатку на Доусона, потім на Річі. Втім, в його душі триває боротьба між добром і злом, яка змушує його втекти з Сікувера до Європи.
Дія другої частини сезону традиційно розгортається у Парижі, куди прибуває Мак-Лауд, який все ще знаходиться під дією Темного Прискорення (епізод «Deliverance»). Там його зустрічає Мітос, який завдяки Рейчел Мак-Лауд, яка привезла до Парижа фамільний меч клану Мак-Лаудів, допомагає Дункану перебороти зло в душі і знову стати самим собою.
Фінал сезону, як і раніше, був розбитий на два епізоди, другий з яких (One Minute to Midnight) первісно показали перед самим початком наступного, п'ятого сезону. У першому епізоді фіналу (Judgment Day) Джо Доусону телефонують з Парижа зі звісткою про загибель Мак-Лауда. Коли Джо прибуває до Парижа, його викрадають незнайомці, прямо на очах у Мак-Лауда. Від Мітоса Дункан дізнається, що за викраденням стоїть Товариство Спостерігачів, які збираються судити Джо за зраду. За останні роки в усьому світі було вбито майже сотню Спостерігачів, і в цьому звинувачують Джо, від якого Безсмертні довідалися про існування Товариства. Дункан намагається захистити Джо перед трибуналом, очолюваним головою Товариства, але самовпевненість і лицемірство суддів зводять його зусилля нанівець: Доусона засуджують на смерть. Дункана і Джо ув'язнюють в одній з кімнат штаб-квартири Спостерігачів, але Мак-Лауду вдається втекти; Джо, втім, визнаючи себе винним, відмовляється тікати. Тим часом стається ще одне вбивство Спостерігача, яким виявляється син голови Товариства. Під час церемонії страти Доусона, невідомий розстрілює усіх присутніх. Ставши свідком цього Мак-Лауд рятує Джо, який виявляється лише пораненим. Загибель сина та ще десятка Спостерігачів призводить до того, що голова Товариства Джек Шапіро оголошує полювання на голову Мак-Лауда. Між тим Дункан і Джо переховуються; Джо за допомогою Мітоса намагається якомога швидше одужати, а Дункан, намагаючись виправдати себе і Джо, веде власні пошуки справжнього вбивці. Ним виявляється Безсмертний Джейкоб Галаті, старий друг Мак-Лауда, кохану якого з-поміж інших Безсмертних вбив Спостерігач-відступник Джеймс Хортон, тому Джейкоб, вважаючи, що Товариство має на меті знищення Безсмертних, завдав випереджувального удару і сам винищує Спостерігачів. Мак-Лауд прагне переконати Джейкоба, що Спостерігачі не бажають зла Безсмертним і пропонує йому зустрітися із Джо Доусоном, але останній, звинувачуючи Галаті у вбивстві своїх колег, допомагає Спостерігачам його схопити. Намагаючись врятувати Джейкоба, Мак-Лауд знову проникає до штаб-квартири Спостерігачів, але його зусилля марні: він стає свідком обезголовлювання свого друга і приймає на себе його Прискорення. Зрада Доусона і страта Галаті вносить розкол у відносини між Спостерігачами та Безсмертними, Мак-Лауда переповнює жага помсти Товариству, а Мітос розриває усі стосунки із Спостерігачами і зникає невідомо куди. Доусон запізно усвідомлює, що його колега, Шапіро, у своїй помсті став подібний до Джеймса Хортона і намагається його зупинити. У цей момент з'являється Мак-Лауд, який все ж таки знаходить в собі сили відмовитися від помсти заради миру. Погрожуючи смертю, Дункан змушує Шапіро припинити вендету та укласти мир між Безсмертними та Спостерігачами. У кінцевій сцені сезону Доусон приходить до Мак-Лауда зі звісткою про те, що Товариство підтвердило мирну угоду та відновило статус кво у стосунках із Безсмертними. Втім, Мак-Лауд холодно зустрічає Доусона і стверджує, що їм краще не спілкуватись один з одним, бо вони належать до різних сторін у Грі.

## Історія створення

### Виробництво
Первісно серіал мав бути європейським. Крістофер Ламберт, який зіграв головну роль у перших чотирьох фільмах про Горця, вже мав досвід співпраці з французькою кінокомпанією Gaumont та її президентом Крістіаном Чарретом. Ламберт знав, що творці фільмів про Горця, Пітер Девіс і Білл Пензер, хотіли б зняти серіал на ту ж тему, і познайомив їх із Чарретом. Gaumont викупив права на виробництво серіалу, так чином «Горець» став один із перших міжнародних проєктів Gaumont, задля якого в 1992 році створили підрозділ Gaumont television, окрім того, одним із спонсорів виробництва став французький банк Креді-дю-Нор (фр. Credit du Nord).
Французька виробнича компанія Gaumont Television купила права на серіал із метою зняти його в США у консорціумі з місцевою знімальною групою, це стало на той час справжнім проривом. «Горець» став першим серіалом, що призначався для американської аудиторії, знятим за творчої участі французької компанії. До консорціуму з виробництва серіалу також увійшли компанії з різних країн, такі як RTL Plus (Німеччина), Rysher Distribution (США), Reteitalia Productions (Італія), Amuse Video (Японія) and TF1 (Франції). Бюджет першого сезону склав 26,1 млн доларів США. Кіт Семплз, президент компанії Rysher Distribution, стверджував, що «близько 75 % гарантованого бюджету складали продажі прав на показ серіалу за кордоном». Решта 25 % надійшли від продажу прав на показ у США і продюсери зберегли право на дистрибуцію, що дозволило серіалу витрачати 800 тис. доларів США на епізод лише з міжнародної частини бюджету, що стало одним із найкращих показників у серіальному сезоні 1992/1993 років. Задля збереження адекватної частки європейського пая і в результаті згоди продюсерів, кожен із запланованих сезонів поділили на дві частини, перша з яких знімалася у Ванкувері, у канадській провінції Британська Колумбія (у серіалі — вигадане місто Сікувер), друга — у Парижі, Франція. Знімання першої частини почали у Ванкувері 13 липня 1992 року, знімання другої частини — у грудні 1992 року у Парижі та на студії французького державного виробничого агентства Société Française de Production (SFP) у департаменті Брі-сюр-Марн поблизу Парижа.
Виконавчими продюсерами серіалу стали Білл Пензер, Пітер С. Девіс, президент Gaumont Television Крістіан Чаррет і голова відділу спільних виробництв Gaumont Марла Гінзбург, співпродюсерами — Стівен Маєр, Шеріл Харді та Гай Коллінз. Продюсерами-супервайзерами на початку серіалу були Кевін Дроуні та Філіп Джон Тейлор, а з 7-го епізоду і далі Тейлора замінив Девід Абрамовіц. Продюсерами стали Баррі Розен і Гері Гудман. За виробництво серіалу відповідали Марк дю Понтавік і Дені Лерой. Сценаристи були як штатні, так і позаштатні, зокрема, Браян Клеменс. Лінійним продюсером першого «ванкуверського» сегменту був Брент Карл Клексон, коли знімання серіалу перемістилося до Парижу, Клексона замінив Патрік Міллет. Регулярними режисерами були Томас Дж. Райт, Хорхе Монтезі та Рей Остін. Бої на мечах у «ванкуверському» сегменті ставив тренер із фехтування Боб Андерсон, який придумав собі титул Майстра Мечей, у «паризькому» сегменті його змінив Пітер Даймонд, який також обіймав посаду другого помічника режисера та постановника трюків. На початку третього сезону Майстром Меча став Ф. Браун Мак-Еш, який залишався на цій посаді до кінця, а також ставив бої на мечах у четвертому фільмі з всесвіту Горця «Горець: Кінець гри».
Музичний вступ до епізодів представляла пісня групи Queen Princes of the Universe з їх альбому 1986 року A Kind of Magic, решту звукової доріжки створив композитор Роджер Беллон. У деяких епізодах також звучить пісня Queen Who Wants to Live Forever.
Пілотна серія первісно мала стати третім фільмом у всесвіті Горця (як телефільм), але малий бюджет і те, що Крістофер Ламберт запізно погодився знову грати Коннора Мак-Лауда, призвели до того, що замість повноцінного фільму зняли лише одногодинний пілот.

### Підбір акторів
Хоча Крістофер Ламберт і погоджувався із створенням серіалу на основі фільмів про Горця із головним героєм Коннором Мак-Лаудом, він не хотів грати на телебачення. Після відмови Ламберта і також тому, що були інші фільми із персонажем Коннора, узгодили пропозицію Едріана Пола зробити головним героєм серіалу іншого Мак-Лауда. Ламберт погодився з'явитися у пілотній серії і, так би мовити, передати естафету.
На головну роль пробувалися Аластер Дункан, Ентоні Де-Лонгіс, Алексіс Денісоф, Герейнт Він-Девіс, Гері Деніелс, Джеймс Хоран, а також Марк Сінгер, якому пропонували роль Коннора Мак-Лауда в оригінальному фільмі. На роль Коннора Мак-Лауда був спершу обраний нідерландський актор Дерек де Лінт, але з невідомих причин він відмовився від участі. Зрештою на головну роль з-поміж 400 претендентів із США, Канади та Європи обрали майже невідомого актора Едріана Пола. Цей вибір було важко узгодити з інвесторами через відсутність у Пола значних акторських лаврів, проте продюсери вважали, що він має сподобатися як чоловічій, так і жіночий аудиторії. Едріан чимось нагадав їм молодого Шона Коннері. В інтерв'ю Пол сказав, що його в серіалі привернула багатошаровість сюжету, сплетіння історії, любовного роману, пригод і фантастики.
На роль Аманди запрошували канадську співачку Мілен Фармер, але вона відмовилася. На роль Мітоса розглядали Рона Перлмана і Джона Ріс-Девіса, у підсумку роль дісталася англійцю Пітеру Вінгфілду, а Перлман в одному з епізодів п'ятого сезону зіграв Безсмертного, який удає з себе Мітоса.
Також в різних епізодах серіалу знімались такі відомі на той час або в майбутньому актори як Джейсон Айзекс, Джонатан Бенкс, Пета Вільсон, Прюїтт Тейлор Вінс, Марк Воррен, Ентоні Гед, Брайон Джеймс, Джон Денніс Джонстон, Ендрю Дівофф, Маріон Котіяр, Клаудія Крістіан, Ніколас Ліа, Річард Лінч, Джо Пантоліано, Баррі Пеппер, Трейсі Скоггінс, Роб Стюарт, Ян Трейсі, рок-співачка Джоан Джет.

### Місця знімання
Хоча Безсмертні розсіяні в усьому світі, події в серіалі відбуваються переважно у Ванкувері та Парижі, у 1990-х роках. Втім, сцени із спогадами Мак-Лауда переносять глядача у найрізноманітніші місця та часи. Сцени з сучасності у 1—5 сезонах відбуваються в першій половині сезону — у Сікувері (Сіетлі/Ванкувері), у другій — в Парижі. Серіал «Горець» став другим міжнародним серіалом про шотландського розбишаку у Франції після серіалу «Квентін Дорвард», знятого у 1970-х роках, який також містить сцени історичних спогадів, подібно до «Горця».
У Парижі Дункан Мак-Лауд мешкає на баржі, розташованій на річці Сена (приблизні координати 48°50′12″ пн. ш. 2°22′30″ сх. д. / 48.836743° пн. ш. 2.374941° сх. д.), у вигаданому місті Сікувер, розташованому на тихоокеанському узбережжі США, Дункан живе з Тессою при їхньому антикварному магазині, а після її загибелі переїжджає до квартири над щойно придбаним клубом бойових мистецтв.

## Критика
Критики сприйняли серіал «Горець» у цілому сприятливо, навіть більш позитивно, аніж фільм-сіквел оригінального «Горця», який отримав переважно негативні відгуки.
Роб Лайнбергер (англ. Rob Lineberger) на сайті DVD Verdict, присвяченому оглядам фільмів на DVD, сказав:
|  | Напрям дещо сумнівний, але серіал «Горець» дає глядачам щось унікальне та надихаюче. У кожній серії є провокативний натяк на випробовування та проблеми безсмертя, чудові бої на мечах, стильні сцени-спогади з минулого та, періодично, злі Безсмертні з їх незрівнянними Перевтіленнями...Ці актори, сценаристи, продюсери, режисери породили один із найбільших успіхів на телебаченні у жанрі фентезі. Серіал «Горець» переносив нас у такі місця, куди б ми іншим чином і не змогли б потрапити, і робив це розумно, стильно і дотепно Оригінальний текст (англ.) The direction is sometimes uncertain, but Highlander: The Series gives viewers something unique and inspiring. Each episode gives us a provocative glimpse into the trials and concerns of immortality, great swordfights, stylish flashbacks to bygone eras, and occasionally wicked immortals with awesome quickenings...These actors, writers, producers, directors, and crew delivered one of television's great successes, particularly in the fantasy genre. Highlander: The Series took us to places we otherwise could not have gone, and did so with intelligence, style, and wit |

Лайнбергер оцінив шість сезонів серіалу відповідно на 92, 93, 90, 92, 87 і 70 балів із 100.
Еббі Бернстейн (англ. Abbie Bernstein) на сайті Audio Video Revolution сказала:
|  | Хоча серіал досягне успіху років через два, він вже [у першому сезоні] пропонує щось сюжетно неординарне; з точки зору його вартості, серіал лишається одним із найкращих на вигляд нових телешоу, яке, якщо навіть і впаде у піке, проте збереже свою індивідуальність і навіть певні переваги перед значно краще фінансованими продуктами великих студій Оригінальний текст (англ.) Although it would be another two years until the series fully hit its stride, it was already [in the first season] offering something out of the ordinary narratively; in terms of production value, it remains one of the best-looking quasi-period shows ever to come down the pike, holding its own and then some against much better-funded product from the major studios |

Девід Олівер (англ. David Oliver) на CHUD.com сказав, що «тоді як сиквели [серіали] зазвичай максимально відхиляються від міфології оригіналу [фільму] у погоні за розгорнутим сюжетом (читай: за більшими грошима), [цей] серіал побудований на міфології».
Карло Каванья (англ. Carlo Cavagna) на About Film розкритикував серіал, стверджуючи, що він складається з «пішохідних одногодинних протистоянь, що підбурюють Дункана проти одного перебільшено мерзенного безсмертного за одним, кожен з яких — бліде наслідування чарівного, всеосяжного лиходійства Кленсі Брауна у першому фільмі», що в серіалі «маса непривабливих другорядних персонажів», і що «сценаристи не знали, що робити із загальною ідеєю Горця». Так само, Данель Гріффін (англ. Danél Griffin) на Film as Art зазначив, що «шестисезонний серіал «Горець» має своїх прихильників, але, щиро кажучи, головний виконавець Едріан Пол не викликає інтерес як актор, і в шоу нема жодного моменту, жодного, який можна було б співставити з дотепністю чи жвавістю першого фільму».
На думку критиків, найкращими були середні сезони серіалу. Лайнбергер зауважив: «Між першим і другим сезонами — разюча різниця у якості. Другий сезон має кращий контроль сценаріїв і якості, [а] третій сезон кращий за другий». Бернстейн заявив, що «у п'ятому сезоні [шоу] досягло вершини творчої слави». Кеті Хаддлстон (англ. Kathie Huddleston) на сайті Syfy сказала, що «четвертий сезон був, імовірно, найкращим сезоном серіалу, коли шоу попрощалося із персонажами минулих сезонів і поринуло в те, що дало постійним і другорядним персонажам силу жити».
Критики виділили шостий, останній сезон серіалу як найгірший. Лайнбергер зазначив: «Я навіть не намагався приховати своє розчарування від цього сезону. Вперше в моєму житті як фаната Горця я відчув себе абсолютно розчарованим». Олівер дав шостому сезону 3,9 балів з 10, кажучи: «Як і „Секретні матеріали“, „Горець“ просто занадто довго йшов. Якщо зірка хоче втекти з шоу так само сильно, як Пол був готовий кинути свою катану, то треба просто відпустити».

## Похідні твори

### «Зустріч друзів»
У 2008 році зняли короткий 17-хвилинний малобюджетний відеофільм із Пітером Вінгфілдом, Елізабет Грейсен і Джимом Бірнсом, які грають ті ж ролі, що й у серіалі. За сюжетом через 10 років після подій у серіалі (або між четвертим і п'ятим фільмами у всесвіті Горця) Мітос, Аманда та Джо Доусон зустрічаються та обговорюють плани Мітоса одружитися на смертній жінці та усиновити її сина. Відео знімали у колишньому пляжному будинку продюсера Пітера Девіса, а актори грали безкоштовно.

### Аудіоп'єси
У 2009 році британська компанія Big Finish, що спеціалізується на виготовлені книг і аудіоп'єс, базованих на науково-фантастичних творах, випустила серію з чотирьох ліцензованих пригодницьких аудіоп'єс із Едріаном Полом у ролі Дункана Мак-Лауда. За сюжетом події у цих п'єсах розвиваються незабаром після подій фільму «Горець: Кінець гри». Кожна п'єса триває близько години та містить новий музичний супровід, написаний Джеймі Робертсоном. Сюжети п'єс наступні:
- «Урок» (англ. The Lesson) — кожні десять років Безсмертний, на ім'я Пітер Гатлан кидає виклик Дункану Мак-Лауду, щоразу перемагає його, але ніколи не обезголовлює. Ролі озвучували Едріан Пол і Тревор Купер (Trevor Cooper), автор сценарію — Тревор Бексендейл (Trevor Baxendale)
- «Любов і ненависть» (англ. Love and Hate) — весь Сікувер жваво обговорює чудернацьку подію: дуель на мечах на даху будинку, але Дункана спантеличує те, що обидва тіла були знайдені із своїми головами на плечах. Розслідуючи цю справу, він викриває дивну інфекцію, що передається статевим шляхом і заражає смертних. Ролі озвучували Едріан Пол і Бет Чалмерс (Beth Chalmers), автор сценарію — Колін Харві (Colin Harvey).
- «Секрет меча» (англ. The Secret of the Sword) — Дункана Мак-Лауда як відомого експерта з мечей та старовинної зброї поліція Сікувера просить оцінити вартість антикварного клинка. Дункан впізнає меч: той належав Майклу Кенту, Безсмертному, якого Дункан вбив. Мак-Лауд поринає у спогади про дуель. Ролі озвучували Едріан Пол і Тобі Лонгворт (Toby Longworth), автор сценарію — Джонатан Клеменс (Jonathan Clements).
- «Воскресіння Кургана» (англ. Kurgan Rising) — Дункан Мак-Лауд і Спостерігач Джо Доусон розслідують дивне зростання кількості випадків зникнення Безсмертних. Розслідування приводить їх до Безсмертного, який помирає на святій землі, що означає порушення світової рівноваги. Оживають мертві, зокрема, Коннор Мак-Лауд і його заклятий ворог Курган. Ролі озвучували Едріан Пол і Тобі Лонгворт (Toby Longworth), автори сценарію — Кевен Скотт (Cavan Scott) і Марк Райт (Mark Wright)

У 2011 році та ж компанія Big Finish випустила чотирисерійну збірку пригодницьких аудіоп'єс, героями яких стали Чотири Вершники, котрі протистоять новому лиходію. Озвучували Чотирьох Вершників ті ж актори, що грали в серіалі. Сюжети наступні:
- (англ. Brothers) — Кронос (Валентин Пелка, англ. Valentine Pelka) згадує формування Чотирьох Вершників і причини їх розпаду. Автор сценарію — Скотт Ендрюс (Scott Andrews).
- (англ. All The King's Horses) — чоловік із амнезією просинається із коробкою документів про Сайласа (Річард Рідінгс, англ. Richard Ridings). Автор сценарію — Скотт Ендрюс (Scott Andrews). П'єса потрапила у шорт-ліст премії Scribe Award.
- (англ. The Pain-Eater) — розкривається таємна історія Каспіана (Маркус Тесторі, англ. Marcus Testory). Автор сценарію — Скотт Ендрюс (Scott Andrews).
- (англ. The Promise) — Мітос (Пітер Вінгфілд, англ. Peter Wingfield) вистежує чоловіка, який тисячі років докучає усім чотирьом Вершникам. Паралельно Мітос розповідає історію свого життя та історію свого найбільшого кохання. Автор сценарію — Джеймс Моран (James Moran).

### Кельтська опера
Дункан Мак-Лауд також з'являється у творі Highlander: A Celtic Opera — опері, написаній Роджером Беллоном і Харланом Коллінсом. Сюжет опери розповідає про життя Дункана після його вигнання з клану, про його стосунки зі смертної жінкою, на ім'я Аврора, яка стала його першою дружиною, та про протистояння між ним і Безсмертним вестготом, на ім'я Фрітагерн. У фіналі, який відбувається у XXI столітті, Дункан обезголовлює Фрітагерна, який убив клоновану Аврору у день їх з Дунканом весілля.

## Спін-офи

### Highlander: The Raven
Ще під час знімання серіалу «Горець», з'явилися плани створення спін-офу, внаслідок чого у чотирьох серіях останнього, шостого сезону послідовно ввели чотирьох жіночих персонажів-Безсмертних, кожну з яких розглядали як можливого головного персонажа майбутнього спін-офу. Це персонажі Алекс Рейвен (Дара Томановіч англ. Dara Tomanovich), Кіра (Еліс Еванс), Катя (Джастіна Вейл англ. Justina Vail) і Рейган Коул (Сандра Хесс англ. Sandra Hess). За даними інтерв'ю зі знімального майданчику, а також довідника Highlander: The Complete Watcher's Guide, реакція прихильників серіалу на нових персонажів була переважно негативною або байдужою. Як наслідок, головним персонажем у спін-офі Highlander: The Raven зробили Аманду, яку грала Елізабет Грейсен. Спін-оф був закритий після першого 22-серійного сезону через низькі рейтинги та зміни на ринку серіалів для кабельного телебачення.

### The Methos Chronicles
У 2001 році вийшов анімований вебсеріал The Methos Chronicles, головним героєм яких став 5000-річний Безсмертний Мітос, якого в серіалі зіграв Пітер Вінгфілд. Серіал тривав лише один сезон із восьми епізодів, озвучував головного героя сам Вінгфілд. На початку 2000-х були розмови про виробництво повноцінного серіалу з Вінгфілдом, але ці плани лишилися нереалізованими. Додаткові 8 епізодів Хронік Мітоса зняли фанати та виклали на Youtube.

### «Горець: Кінець гри»(2000)
Прем'єра фільму у кінотеатрах відбулася 1 вересня 2000 року. Фільм став скоріш продовженням нещодавно завершеного серіалу «Горець», аніж оригінальної трилогії фільмів, і став своєрідним мостом між головним героєм серіалу Дунканом Мак-Лаудом та його вчителем і родичем Коннором Мак-Лаудом, головним героєм оригінального фільму і двох його сиквелів. Антагоністом у фільмі є злий Безсмертний Джейкоб Келл (Брюс Пейн англ. Bruce Payne), який ігнорує правила Гри. Хоча в серіалі вказувалося на те, що Дункан Мак-Лауд ніколи не був одружений, у фільмі «Горець: Кінець гри» є персонаж Кейт Девейні, ірландка-Безсмертна, на якій Дункан одружився у 1715 році і потім вбив ножем, щоб активувати її безсмертя. Ображаючись на Дункана і своє безсмертя, Кейт у сучасному світі стає соратником Келла і називає себе Фейт.

### «Горець: Джерело»(2007)
Фільм вийшов для телебачення, його прем'єра відбулася 15 вересня 2007 року на каналі Sci Fi Channel. Фільм продовжує канон серіалу, його сюжет розгортається у далекому майбутньому, в якому людство скотилося у насильство і хаос. Дункан Мак-Лауд, його нова смертна дружина Анна Тешемка та група їх союзників шукають у Східній Європі енергетичний колодязь, який може бути легендарним Джерелом Безсмертя, а також боряться зі Стражем, Безсмертним із надлюдськими здібностями.
Сюжет і міфологія фільму «Горець: Джерело» мали бути розширені у наступних фільмах, проте критика сприйняла фільм переважно негативно і плани щодо продовження скасували. 2008 року вийшов короткометражний фільм Reunion, режисером якого був Дон Паонесса (англ. Don Paonessa), а сценаристом — продюсер серіалу Девід Абрамовіц. В цій короткометражці були персонажі з серіалу, але був відсутній зв'язок із фільмом «Горець: Джерело». Наступного, 2009-го року на міжнародній конвенції, присвяченій всесвіту Горця, Абрамовіц та решта команди з серіалу називали «Джерело» «страшним сном» Дункана. Аудіоп'єси від Big Finish, які вийшли у 2009 році, також не мають жодних посилань на події фільму «Горець: Джерело».

## У масовій культурі
- У серіалі «Жнець»[en] (англ. Reaper) у 15-му епізоді першого сезону один із головних персонажів удає з себе Дункана Мак-Лауда, адже володіє косою, яка може відрубувати голови.
- У 1997 році вийшов музичний кліп «Серденько» (продакшн «KMstudio», режисер Ірина Ковальська, оператор: Володимир Совяк-Круковський) на однойменну пісню українського співака Олександра Пономарьова. У кліпі присутні кадри із телесеріалу «Горець», вони йдуть упереміш із відеорядом знятим спеціально для цього кліпу. Головний герой кліпу «Серденько» (йдеться про спеціально зняті сцени для кліпу) виступає в образі безсмертного, на кшталт одного з героїв телесеріалу «Горець». В останніх сценах кліпу головний герой (грає роль співак Олександр Понамарьов) б'ється на мечах з іншим безмертним. Б'ються вони всередині недобудови (нинішня будівля апеляційного суду міста Києва) біля Солом'янського кладовища в місті Києві, після чого головний герой здобуває перемогу, і до нього переходить сила від убитого безмертного. На кшталт, як це відбувається в сюжетах телесеріалу «Горець».[36][первинне джерело]